# Gârbău
Gârbău (in ungherese Magyargorbó, in tedesco Ungarisch Gorbau) è un comune della Romania di 2 622 abitanti, ubicato nel distretto di Cluj, nella regione storica della Transilvania.
Il comune è formato dall'unione di 5 villaggi: Cornești, Gârbău, Nădășelu, Turea, Vistea.
Dal 2008 è parte integrante della Zona metropolitana di Cluj Napoca.